# Play Bac
Éditions Play Bac est une entreprise française, créée en 1986 par trois amis : Gaëtan Burrus, François Dufour et Jérôme Saltet. L'entreprise développe des concepts éducatifs originaux, destinés aux enfants.
Play Bac est notamment l’inventeur des Incollables : un jeu de questions-réponses sur le programme scolaire, vendu depuis 1992 à près de 60 millions d’exemplaires dans le monde (dont 80 % hors de France), ainsi que les seuls quotidiens pour enfants en Europe : Le Petit Quotidien, Mon Quotidien et L'Actu, qui comptent ensemble 131 000 abonnés en 2015 contre 150 000 abonnés en 2010 et 200 000 en 2006.
En 2018, le groupe Play Bac compte 80 employés et réalise un chiffre d'affaires d'une « trentaine de millions d'euros »(31,7 millions d'euros en 2006). 

## Histoire
- 1986 : création de l’entreprise[2],[4],[6] et lancement du jeu Play Bac contenant des fiches de questions-réponses multithématiques pour réviser le Bac[8]. Faute de fonds suffisants, les 3 fondateurs quittent leurs emplois respectifs les uns après les autres en s'aidant mutuellement financièrement le temps que l'entreprise soit suffisamment solide pour leur verser un salaire[2].
- 1993 : création du catalogue Bien Joué, VPC de jeux éducatifs venus du monde entier (jusqu'en 1998) puis création de la première Fnac junior, aux Halles, à 50/50 avec la Fnac[réf. nécessaire].
- 1995 : Diversification dans la presse avec le lancement d'un journal quotidien pour les 10-15 ans : Mon Quotidien[9].
- 1998 : lancement du Petit Quotidien et de L'ACTU, quotidiens pour les 7-10 ans et pour les 15-18 ans[9].
- 1999 : Le Petit Quotidien reçoit le Grand Prix des Médias CB-News de « meilleur lancement de l'année ».
- 2000 : grève sur les 35 heures à la rédaction[10].
- 2008 : le groupe Play Bac atteint 40 millions d'euros de chiffre d'affaires et Brain Quest (en) (Workman Publishing[5]) les 30 millions d'exemplaires vendus aux USA[réf. nécessaire].
- 2009 : Play Bac Presse, Prix du jury Dauphine-IPJ pour sa « capacité à expliquer l'économie simplement » et lancement de My Weekly en supplément hebdo de ses 3 quotidiens et de L'Actu éco, rebaptisé L'ÉCO en février 2011, un nouveau journal hebdo éco pour lycéens et étudiants.
- 2010 : L'ACTU, Grand Prix de la Meilleure Une de la Presse Quotidienne Nationale (PQN). Titre : « Peut-on se suicider uniquement à cause de son boulot ? »[réf. nécessaire].
- 2015: Play Bac Presse lance « Le Petit JT » sur LCI[3] (Gand Prix des Médias 2015, « Meilleure émission d'information »), devenu « L'Œil de Bridoulot » en 2017, puis « L'Info à suivre » en 2018[réf. souhaitée].

## Presse

### Titres quotidiens
- Quoti (2002-2007)
- Le Petit Quotidien (depuis 1998)
- Mon Quotidien (depuis 1995)
- L'ACTU (depuis 1998)

### Titre hebdomadaire
- L'ÉCO (depuis 2009)

### Titres en kiosques
- Les Docs de Mon Quotidien, trimestriel thématique
- Les Fiches du Petit Quotidien, trimestriel thématique

## Controverse
L'entreprise Play Bac propose une communication sponsorisée à des entreprises telles Toyota ou EDF, comme à des organismes tels l'Agence nationale pour la gestion des déchets radioactifs. Pour un montant de 16 530 euros, un numéro spécial peut être diffusé.
Le lobby vin et société s'est notamment associé à Mon quotidien et aux incollables pour « contourner les règles » et « faire entrer des publications sur le vin dans les bibliothèques scolaires ».